# Kałacz nad Donem
Kałacz nad Donem (ros. Калач-на-Дону) – miasto w Rosji, w obwodzie wołgogradzkim.
Położone na lewym brzegu Zbiornika Cymlańskiego, 9 km od wejścia do kanału Wołga-Don, 85 km na zachód od Wołgogradu. Port rzeczny. Stacja kolejowa Donskaja.
Miejscowość założona w 1708. W rejonie Kałacza doszło do zamknięcia kleszczy odcinających wojska niemieckie w Stalingradzie, dowodzone przez feldmarszałka Friedricha Paulusa. Dokonali tego żołnierze z 4 Korpusu Pancernego i 4 Korpusu Zmechanizowanego Armii Czerwonej.
W 1951 Kałacz nad Donem uzyskał prawa miejskie. Miasto rejonowego podporządkowania (rejon kałaczowski obwodu wołgogradzkiego), centrum rejonu kałaczowskiego. W mieście rozwinął się przemysł stoczniowy, metalowy oraz mięsny.